# Дерюши
Дерюши — деревня в Белохолуницком районе Кировской области. Входит в  Дубровское сельское поселение.

## География
Находится на расстоянии примерно 43 километров по прямой на север-северо-восток от районного центра города Белая Холуница.

## История
Известна с 1891 года, когда в ней было учтено дворов 6, жителей 41, в 1926 7 и 51 соответственно, в 1950 13 и 71. В 1989 году проживало 7 человек.

## Население
Постоянное население  составляло 7 человек (русские 100%) в 2002 году, 1 в 2010.